# Тумелик
Тумелик (Thumelicus; * 15; † преди 47) е син на херуския княз Арминий и Туснелда.
По бащина линия е внук на херуския княз Сегимер. По майчина линия е внук на херуския княз Сегест.
Бременната му майка е дадена през 15 г. в плен от дядо му Сегест при генерал Германик, където се ражда Тумелик. Наречен е на майка си Туснелда и с римско име.

На 26 май 17 г. Тумелик и майка му са показани като плячка на народа в триумфалното шествие на Германик в Рим. След това те не са убити, а изпратени в изгнание в Равена. Вероятно посещава гладиаторското училище в Равена и умира при гладиаторско представление.